# Suite for Flute and Jazz Piano Trio
La Suite for Flute and Jazz Piano est une composition crossover du compositeur et pianiste de jazz Claude Bolling. L’œuvre, composée en 1973, est une suite en sept mouvements écrite pour flûte traversière/flûte basse et trio jazz (piano, contrebasse et batterie).

## Enregistrements
La suite est enregistrée en 1975 par Bolling, le flûtiste Jean-Pierre Rampal, le contrebassiste Max Hédiguer et le batteur Marcel Sabiani, et est éditée en LP 12" par CBS Masterworks Records et Columbia Masterworks. L'album est nommé aux États-Unis en 1975 aux Grammy Award for Best Chamber Music Performance.
Une vidéo de Bolling et Rampal interprétant la suite est enregistrée en 1976 au château de Versailles et est éditée en laserdisc et en cassette vidéo.
Des rééditions en versions CD et DVD des enregistrements audios et vidéos sont sorties sous le nom Suite for Flute and Jazz Piano Trio.
En 1986, Bolling et Rampal jouent la composition de Bolling intitulée Suite for Flute and Jazz Piano Trio No. 2.
Il existe une version symphonique de cette suite : Symphonic Suite for Flute and Jazz Piano Trio  interprétée par le Bayerische Rundfunkt Orchester et le Modern Life Quartett (Klaus Rester (fl) Chris Lachotta (b) Fritz Schwinghammer (p) und Andreas Moser (dr)) arrangée par Jean-François Rougé. Cette œuvre a été enregistrée en 1995 .

## Pistes
LP face A:
1. Baroque and Blue – 5:18
2. Sentimentale – 7:45
3. Javanaise – 5:15

LP face B:
1. Fugace – 3:50
2. Irlandaise – 2:59
3. Versatile – 5:07
4. Véloce – 3:40

compositions par Claude Bolling

## Musiciens
- Jean-Pierre Rampal : flûte & flûte basse sur le mouvement "Versatile"
- Claude Bolling : piano
- Max Hédiguer : contrebasse
- Marcel Sabiani : batterie

## Notoriété
« Le public américain accordera la première place à cette œuvre métissée en hissant la suite pour flûte et piano à la tête du hit-parade pendant deux ans et en lui accordant un classement au Billboard pendant 10 ans (530 semaines). Ce disque, de par son classement, constitue un record absolu dans l’histoire du phonogramme. Avec cette œuvre, Claude Bolling sera pour le grand public le créateur de la “crossover” music, avec son partenaire Jean-Pierre Rampal, ... »

— Patrick Frémeaux